# La Punta (Argentina)
La Punta è un comune situato nella provincia di San Luis, nel centro dell'Argentina.

## Storia

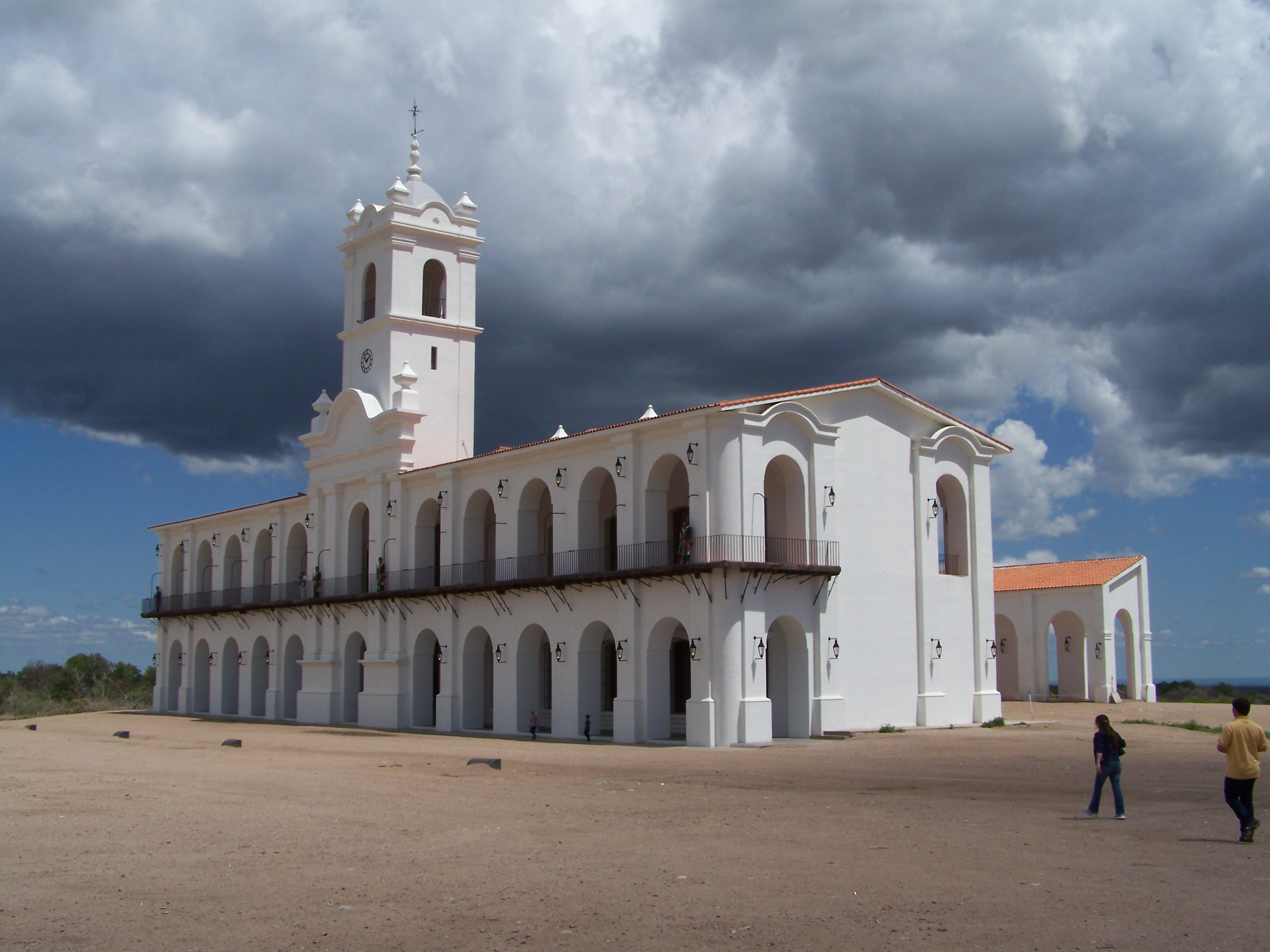
Replica del Cabildos

È stato fondato il 26 marzo 2003 dal governatore María Alicia Lemme. Nel comune sono presenti l'Università di La Punta, lo stadio di calcio Juan Funes, il Data center La Punta, il Parco astronomico La Punta e la replica della casa di Tucumán.
L'ex governatore della provincia di San Luis, Claudio Poggi e il sindaco di La Punta Darío Rosas Curi, candidarono formalmente la città di La Punta ad ospitare i Giochi Panamericani 2019, ma venne poi scelta la città di Lima.